# Porte-du-Ried
Porte-du-Ried es una comuna nueva francesa situada en el departamento de Alto Rin, de la región de Gran Este.

## Historia
Fue creada el 1 de enero de 2016, en aplicación de una resolución del prefecto de Alto Rin de 15 de diciembre de 2015 con la unión de las comunas de Holtzwihr y Riedwihr, pasando a estar el ayuntamiento en la antigua comuna de Holtzwihr.

## Demografía
| Gráfica de evolución demográfica de Porte-du-Ried entre 1800 y 2013 |
|                                                                     |

Los datos entre 1800 y 2013 son el resultado de sumar los parciales de las dos comunas que forman la nueva comuna de Porte-du-Ried, cuyos datos se han cogido de 1800 a 1999, para las comunas de Holtzwihr y Riedwihr de la página francesa EHESS/Cassini. Los demás datos se han cogido de la página del INSEE.

## Composición
| Comuna delegada | Código INSEE | Población (2013) | Superficie (km²) | Densidad (hab./km²) |
| --------------- | ------------ | ---------------- | ---------------- | ------------------- |
| Holtzwihr       | 68143        | 1353             | 6.45             | 210                 |
| Riedwihr        | 68272        | 403              | 3.04             | 133                 |